# Pamięć sensoryczna
Pamięć sensoryczna, pamięć ultrakrótka, USTM (Ultra-Short Term Memory), rejestr sensoryczny, pamięć zmysłów – jeden z trzech podstawowych systemów pamięci człowieka obok pamięci krótkotrwałej i pamięci długotrwałej. Charakteryzuje się tym, że: 
- ma krótki czas trwania (od 0,2 do 1s),
- dużą pojemność (niektórzy badacze podają, że magazynuje ona ok. 99% nadchodzących informacji),
- służy do tego, aby procesy percepcji mogły wydobyć maksimum potrzebnej informacji z nadchodzących bodźców,
- zlokalizowany jest w każdym zmyśle (każdym oku, uchu itd.),
- przechowuje nadchodzące informacje bez zniekształceń i przetworzenia.

Objawami pamięci sensorycznej jest to, że gdy ktoś macha kijem rozżarzonym na końcu, to nie widzimy przesuwającego się punktu, ale kreskę (pamięć ikoniczna). Podobnie po dotknięciu czujemy przez pewien czas dotyk, mimo że nie jesteśmy już w kontakcie z przedmiotem, który nas dotknął. Także dźwięki brzmią nam w uszach przez pewien czas, choć funkcjonowanie pamięci echoicznej różni się od pamięci ikonicznej.
Informacje z pamięci ultrakrótkiej przedostają się następnie do pamięci krótkotrwałej.
Ten typ pamięci opisał w 1960 roku George Sperling.